# كروزيل-ليه-ميبيا
كروزيل-ليه-ميبيا (بالفرنسية: Cruzilles-lès-Mépillat)‏ هي بلدية فرنسية تقع في إقليم الآن في فرنسا. رمز إنسي لها هو:1136. أما الرمز البريدي لها فهو: 1290.